# Ctenochromis benthicola
Ctenochromis benthicola är en fiskart som först beskrevs av Hubert Matthes 1962.  Ctenochromis benthicola ingår i släktet Ctenochromis och familjen Cichlidae. IUCN kategoriserar arten globalt som livskraftig. Inga underarter finns listade i Catalogue of Life.